# Endlicheria canescens
Endlicheria canescens är en lagerväxtart som beskrevs av Chanderbali. Endlicheria canescens ingår i släktet Endlicheria och familjen lagerväxter. Inga underarter finns listade i Catalogue of Life.